# Nanon
Nanon er en tysk stumfilm fra 1924 instrueret af Hanns Schwarz.

## Medvirkende
- Agnes Esterhazy som Nanon
- Harry Liedtke som Marquis d'Aubigne
- Hanni Weisse som Ninon de l'Enclos
- Leopold von Ledebur som Louis XIV
- Julia Serda som Françoise d'Aubigné
- Hans Junkermann som Hofmarschall des Königs
- Hans Wassmann som Marquis de Marsillac
- Eugen Rex som Hector de Marsillac